# Бодензе (Округ Гетинген)
Бодензе (њем. Bodensee) општина је у њемачкој савезној држави Доња Саксонија. Једно је од 29 општинских средишта округа Гетинген. Према процјени из 2010. у општини је живјело 788 становника. Посједује регионалну шифру (AGS) 3152003.

## Географски и демографски подаци
Бодензе се налази у савезној држави Доња Саксонија у округу Гетинген. Општина се налази на надморској висини од 168 метара. Површина општине износи 7,5 km².

## Становништво
У самом мјесту је, према процјени из 2010. године, живјело 788 становника. Просјечна густина становништва износи 105 становника/km².